# Sick Girl
Sick Girl est une comédie américaine écrite et réalisée par Jennifer Cram et sorti en 2023.

## Distribution
- Nina Dobrev : Wren Pepper[1],[2]
- Wendi McLendon-Covey :  Carol Pepper
- Brandon Mychal Smith : Leo
- Sherry Cola : Laurel
- Stephanie Koenig : Cece
- Hayley Magnus : Jill
- Dan Bakkedahl : Fred Pepper
- Ray McKinnon : Malcolm
- Brooks Ryan : George
- Justin France : Nick